# Giác mộc ít gân
Giác mộc ít gân hay còn gọi sơn thù du gân ít (danh pháp khoa học: Cornus oligophlebia) là một loài thực vật có hoa trong họ Cornaceae. Loài này được Merr. miêu tả khoa học đầu tiên năm 1942.